# Ямно (Поморське воєводство)
Ямно (пол. Jamno, нім. Jamen) — село в Польщі, у гміні Пархово Битівського повіту Поморського воєводства.
Населення — 352 особи (2011).
У 1975-1998 роках село належало до Слупського воєводства.

## Демографія
Демографічна структура станом на 31 березня 2011 року:
|          | Загалом | Допрацездатний вік | Працездатний вік | Постпрацездатний вік |
| -------- | ------- | ------------------ | ---------------- | -------------------- |
| Чоловіки | 175     | 47                 | 111              | 17                   |
| Жінки    | 177     | 46                 | 97               | 34                   |
| Разом    | 352     | 93                 | 208              | 51                   |